# 滕斯费尔德
滕斯费尔德是德国石勒苏益格－荷尔斯泰因州的一个市镇。总面积7.65平方公里，总人口707人，其中男性344人，女性363人（2011年12月31日），人口密度92人/平方公里。